# Институт Кавказа
Институт Кавказа (арм. Կովկասի ինստիտուտ, англ. Caucasus Institute) — экспертно-аналитический центр, расположенный в Ереване. Является одним из ведущих аналитических и образовательных центров в Армении и в регионе и ведет политологические, социальные и медиа-исследования в применении как к Южному, так и к Северному Кавказу.  Сфера научно-исследовательской деятельности Института включает также региональные исследования в более широком контексте.
Институт расположен в центре Еревана. Институт был основан в 2002 году как Кавказский институт СМИ, а затем, в 2008 году, был переименован в Институт Кавказа.
Основной целью учреждения является способствование широкому вовлечению общества в принятие политических решений. Для реализации данной цели институт проводит научные исследования, разрабатывает и лоббирует политические рекомендации и способствует плюрализму и информированности общественного дискурса. Научно исследовательская деятельность включает дебаты, исследовательскую работу, консультирование и публикации. Дебаты проводятся по важным для общества вопросам. Исследования заполняют пробел в информации, понимании региона и перспектив его развития. Публикации, распространяемые по Кавказу и бывшему Советскому Союзу, предлагают новый взгляд на проблемы региона.

## История
Институт Кавказа основан в 2002 году в Ереване. Институт позиционирует себя как нейтральную и неполитизированную платформу для дискуссий по острым вопросам политического и социального развития региона.
Институт был создан при финансировании Швейцарского агентства по развитию и сотрудничеству. Основная учебная программа началась в октябре 2002 года с двенадцати начинающих журналистов из трех стран — Армении, Молдовы и России (Чеченская Республика). Студенты проходили курсы и стажировку в местных СМИ, совмещая обучение и практику.
С тех пор институт был больше, чем школой журналистики. Работа отдела исследований и публикаций была сосредоточена на вопросах представляющих региональный интерес, включая выборы, миграцию, религию и политику, государственное строительство и разрешение конфликтов. Хотя Институт находился в Ереване, он начал работать в региональном масштабе, используя мультикультурный подход к образованию. В институт приезжали многие стажеры из разных стран, в том числе из США, Нидерландов, Германии и Швейцарии, а также студенты из Армении, Грузии, Беларуси, Кыргызстана, Молдовы, Иордании, Юга России (Чечня, Дагестан, Карачево-Черкесия, Карбадино-Балкария и Северная Осетия) и из де-факто государств (Абхазия, Нагорный Карабах и Южная Осетия).

К парламентским и президентским выборам 2003 года Институт опубликовал трехъязычные руководства для журналистов и наблюдателей (на армянском, английском и русском языках). В 2004 году Институт создал уникальный формат ежегодных конференций «Кавказ», во время которых анализируются региональные события предыдущего года. Статьи, представленные на этих конференциях собираются и публикуются специальной серии под названием «Ежегодник Кавказ». Ежегодник содержит результаты исследований по вопросам государственного строительства, демократизации, развития, региональной и европейской интеграции Кавказа. Четырнадцать томов «Ежегодник Кавказ» уже опубликованы, предоставляя богатый аналитический материал и информацию о современной истории региона. Ежегодные конференции и серия ежегодников «Кавказ» являются частью усилий ИК по развитию исследований Кавказа.
В 2008 году руководство Института решило переименовать институт в «Институт Кавказа» или ИК, чтобы отразить в нем разнообразные виды деятельности, включая исследования современной политики, исследования регионов Кавказа, адвокацию и консалтинг.

## Состав
Директором и основателем института является Александр Искандарян.